# Veuve noire (comics)
Pour les articles homonymes, voir Veuve noire (homonymie) et Black Widow.
La Veuve noire (Black Widow en version originale) est le nom de deux personnages de fiction évoluant dans l'univers Marvel de la maison d'édition Marvel Comics.
La première et la plus connue est l'espionne russe Natasha Romanoff (en russe, Наталья "Наташа" Альяновна Романоф). Créée par le scénariste Stan Lee et les artistes Don Rico et Don Heck, elle est d'abord apparue comme l'ennemie d'Iron Man dans le comic book Tales of Suspense #52 en avril 1964, mais plus tard s'est reconvertie en super-héroïne.
La seconde Veuve noire est Yelena Belova (en russe : Елена Белова), une création de la scénariste Devin K. Grayson et du dessinateur J. G. Jones, apparue pour la première fois dans Inhumans #5 en mars 1999.
Au cinéma, le personnage de Natasha Romanoff est incarnée par l'actrice Scarlett Johansson, et fait partie de l'équipe des six Avengers (Vengeurs) originaux dans les quatre films qui leur sont consacrés. Elle apparaît également dans plusieurs autres œuvres de l'univers cinématographique Marvel, depuis le film Iron Man 2 (2010) avant d'être le personnage central du film Black Widow sorti en 2021. Ce dernier introduit également Yelena Belova, incarnée par l'actrice Florence Pugh.

## Les différentes incarnations

### Claire Voyant
Claire Voyant est la première héroïne costumée et dotée de super-pouvoirs de comics. Créée par le scénariste George Kapitan et le dessinateur Harry Sahle, elle apparaît pour la première fois dans Mystic Comics (en) n°4 d'août 1940. Elle tue des malfaiteurs pour livrer leurs âmes à son maître, Satan. Ce personnage n'a aucun lien avec les superhéroïnes Marvel Comics qui ont adopté ce nom de code.

### Natasha Romanoff
Natasha Romanoff (ou Natalia Romanova) est le premier personnage à adopter le nom de code Black Widow dans les comics Marvel modernes. Créée par Stan Lee, le scénariste Don Rico et le dessinateur Don Heck, elle est apparue pour la première fois dans le n° 52 de Tales of Suspense (avril 1964). Le personnage a été associé à plusieurs équipes de super-héros de l'univers Marvel, notamment les Avengers, les Défenseurs, les Champions de Los Angeles, le SHIELD et les Thunderbolts.

### Yelena Belova
Yelena Belova est le deuxième personnage à reprendre le nom de code Widow dans les comics grand public modernes. Elle fait ses débuts brièvement dans Inhumans #5 (mars 1999) puis est pleinement introduite dans la mini-série Black Widow (1999). Une deuxième mini-série, également intitulée Black Widow et mettant en vedette Natasha Romanoff et Daredevil, est publiée en 2001. L'année suivante, elle a sa propree mini-série solo de trois numéros, intitulée Black Widow: Pale Little Spider, pour le label plus adulte Max. Cet arc narratif est écrit par Greg Rucka et dessiné par Igor Kordey, était un flashback sur l'histoire d'elle en tant que deuxième Black Widow moderne, dans les événements précédant son apparition dans Inhumans.

### Versions alternatives
Dans Ultimate Marvel, plusieurs personnages prennent le nom de code Black Widow. Monica Chang (en), femme de Nick Fury dans cet univers alternatif, s'appelle un temps Black Widow. La version Ultimate de Jessica Drew (Spider-Woman) l'a également utilisé en tant que Spider-Clone,.
Dans Marvel 2099, un personnage nommé Tania est une version alternative. Il s'agit d'une femme afro-américaine membres des Avengers 2099 de la corporation Alchemax (dans Secret Wars) Like black widow spiders, she literally eats her mates after having sex with them.
Sur la Terre-2099, une Veuve Noire connue sous le nom de Black Widow 2098 est membre de la version 2099 des Avengers. Elle fait partie de ceux qui sont tués par le Maîtres du mal 2099. Moon Knight 2099 réapparait plus tard dans sa crypte et forme la version 2099 des Nouveaux Avengers qui battent les Maîtres du Mal et les emprisonnent au Wakanda.

## Pouvoirs, capacités et équipement
Natalia Romanova a été entraînée dès son plus jeune âge pour être une athlète hors pair. Ballerine accomplie, elle est également experte dans de nombreuses disciplines d'arts martiaux comme le karaté, la savate, la boxe ou encore le kung fu. Elle est aussi une tireuse d'élite accomplie et une experte dans les techniques d'espionnage. Les cartouches autour de ses poignets renferment divers gadgets d'espion : capsules de gaz lacrymogène, émetteur radio, câble déroulable, voire un petit dispositif capable d'émettre une décharge électrostatique à haute fréquence (son « dard de veuve »). Elle est également équipée d'un lanceur de flèches empoisonnées, avec lequel elle manquera de tuer Angar, au grand désarroi de Daredevil. Son costume possède également des micro-ventouses intégrées qui lui permettent de se déplacer sur les murs et au plafond.

## Apparitions dans d'autres médias
Sauf indication contraire, les informations mentionnées dans cette section peuvent être confirmées par la base de données cinématographiques IMDb,  présente dans la section « Liens externes ».

### Univers cinématographique Marvel
| |  |  |
| Dans l'univers cinématographique Marvel, Scarlett Johansson incarne Natasha Romanoff et Florence Pugh incarne Yelena Belova. |  |  |

Deux versions de la Veuve noire apparaissent dans l'univers cinématographique Marvel. Natasha Romanoff, incarnée par Scarlett Johansson, est la première à rejoindre l'univers avec Iron Man 2 en 2010 ; elle devient alors l'un des personnages centraux de l'univers. Yelena Belova, incarnée par Florence Pugh, est introduite avec Black Widow en 2021.
L'univers introduit également une autre Veuve noire dans la série télévisée Agent Carter en 2015 : Dottie Underwood, incarnée par Bridget Regan et qui n'existe pas dans les comics.
Dans Captain America: Brave New World (2025), Shira Haas incarne par ailleurs Ruth Bat-Seraph, qui a fait partie du programme Black Widow.

#### Natasha Romanoff
- 2010 : Iron Man 2 réalisé par Jon Favreau

Alors que Tony Stark va signer les contrats de succession en faveur de Virginia « Pepper » Potts, il fait la connaissance d'une nouvelle employée, Natalie Rushman (qui est en réalité Natasha Romanoff, chargée par le directeur du SHIELD, Nick Fury, de surveiller Stark). Subjugué par son charme, il lui demande de devenir sa nouvelle secrétaire et celle-ci accepte. Plus tard Tony Stark sur le point de mourir, l'agent Romanoff injecte à Tony du dioxyde de lithium pour alléger ses symptômes et lui laisser plus de temps pour trouver un élément de substitution au palladium qui est en train de le tuer.
- 2012 : Avengers réalisé par Joss Whedon

Nick Fury prend la décision de réactiver le projet Initiative des Avengers afin de récupérer le Tesseract et mettre fin aux plans de Loki. Natasha Romanoff est envoyée à Calcutta pour recruter le docteur Bruce Banner. Captain America et Iron Man le capturent Loki, appuyés par Natasha Romanoff. Emprisonné sur l'héliporteur du SHIELD, Loki est interrogé par Natasha. Il lui révèle par erreur une partie de son plan : il projette de réveiller Hulk en faisant brutalement attaquer le vaisseau par un commando mené par Clint Barton. Son plan fonctionne, Natasha réussit malgré tout à assommer et capturer Barton, et celui-ci revient à la raison. À la suite de l'attaque de New-York par les Chitauri, le docteur Erik Selvig, libéré du contrôle de Loki, révèle à Natasha que le sceptre de Loki peut être utilisé pour fermer le portail, ce qu'elle fait. La Terre est sauvée.
- 2014 : Captain America : Le Soldat de l'hiver réalisé par les frères Anthony et Joe Russo

Natasha Romanoff emmène Steve Rogers en mission : ils doivent se rendre dans l'océan Indien pour sauver les otages d'une plateforme mobile de lancement satellite du SHIELD : le Lemurian Star. Captain America, l'agent Rumlow, Romanoff et leurs hommes se battent contre le groupe de pirates de George Batroc et sauvent les otages. Mais il s'avère que Natasha doit également accomplir une autre mission : récupérer des données secrètes du SHIELD dans un ordinateur du Lemurian Star. Après la tentative d’assassinat du « Soldat de l'Hiver » sur Nick Fury, Steve est considéré comme un traître et de nombreux agents du SHIELD sont lancés à sa poursuite. Il réussit à s'échapper et Natasha se joint à lui. En analysant les données du Lemurian Star sur ordinateur, Steve et Natasha localisent un bunker qui cache la conscience d'Arnim Zola, un scientifique qui travaillait pour Crâne rouge. Zola dévoile à Steve et Natasha qu'HYDRA existe toujours en infiltrant le SHIELD et leur révèle le but de l'organisation : se servir du projet Insight pour créer un nouvel ordre mondial fasciste. C'est alors que l'ancien QG est détruit par un missile du SHIELD. Steve et Natasha réussissent à s'échapper. Pendant le déploiement du projet Insight, Natasha divulgue tous les secrets d'HYDRA et du SHIELD sur Internet afin de démanteler les deux organisations. Après ces événements, Natasha témoigne devant une commission sénatoriale qui lui demande d'expliquer comment le pays assurera sa sécurité nationale à la suite de l'effondrement du SHIELD.
- 2015 : Avengers : L'Ère d'Ultron réalisé par Joss Whedon

Les Avengers retrouvent le sceptre de Loki qui est conservé dans un château en Sokovie par HYDRA. Après leur victoire, ils organisent une soirée où elle tombe sous le charme du docteur Banner. Alors qu'Ultron cherche du vibranium au Wakanda, Wanda la plonge dans son passé d'espionne russe. À la fin, elle prend part au combat contre les robots d'Ultron en Sokovie.
- 2016 : Captain America: Civil War réalisé par les frères Anthony et Joe Russo

Natasha est en mission à Lagos avec les Avengers afin d'arrêter Crossbones. Elle assiste donc à la catastrophe causée par Wanda. Elle prend part au conflit opposant les Avengers en signant les « accords de Sokovie » et en combattant au côté d'Iron Man.
- 2018 : Avengers: Infinity War réalisé par les frères Anthony et Joe Russo

Avec Steve Rogers et Sam Wilson, elle sauve Wanda et Vision des mains de deux des enfants de Thanos. Ensuite, elle et tout ce groupe repartent vers la base des Avengers retrouver James Rhodes et Bruce Banner (marquant notamment les retrouvailles entre Bruce et Natasha). Finalement, ils décident de se rendre tous au Wakanda, pour extraire la pierre de l'esprit du crâne de Vision. Natasha prend part à la bataille qui suit, pour contrer les forces de Thanos.
- 2019 : Captain Marvel réalisé par Anna Boden et Ryan Fleck (caméo, scène post-générique)

Natasha et Steve Rogers regardent une projection affichant le recensement des personnes disparues. Elle exprime alors son souhait d'être avertie quand ils auront du nouveau, car elle veut savoir qui est à l'autre bout d'un mystérieux beeper appartenant à Fury. C'est alors que Captain Marvel surgit derrière Natasha et demande où est Fury.
- 2019 : Avengers: Endgame réalisé par les frères Anthony et Joe Russo

Elle se rend avec Clint Barton en 2014, sur la planète Vormir, pour récupérer la pierre de l'âme. Comme Thanos et Gamora dans Infinity War, ils rencontrent Crâne Rouge qui leur explique le prix à payer pour obtenir cette pierre d'infinité. S'ensuit alors une lutte entre Clint et Natasha car chacun veut se sacrifier. Finalement, c'est elle qui se donne la mort, permettant ainsi à Clint d'avoir en sa possession la pierre. C'est la seule Avengers qui ne participe pas à la bataille finale contre l'armée de Thanos à la fin du film.
- 2021 : Black Widow réalisé par Cate Shortland

Après les évènements de Captain America: Civil War, Natasha est en cavale et est forcée de renouer les liens avec sa "famille" composée de Yelena Belova, Alexei Shostakov et Melina Vostokoff afin de mettre un terme aux agissements de la Chambre Rouge et de son dirigeant, le général Dreykov. Après la destruction définitive du lieu de formation des Veuves noires, Natasha part libérer les autres Avengers emprisonnés, menant aux évènements d'Infinity War.

#### Yelena Belova
- 2021 : Black Widow réalisé par Cate Shortland

Yelena Belova se bat aux côtés de Natasha afin de détruire la Chambre Rouge. Après la mort de sa sœur de cœur, elle se recueille auprès de sa tombe, mais elle est abordée par Valentina Allegra de Fontaine, qui lui indique sa prochaine cible : Clint Barton, qu'elle désigne être responsable de la mort de Natasha sur la planète Vormir.
- 2021 : Hawkeye (série télévisée)

Comme vu dans la séquence post-générique du film Black Widow, la comtesse Valentina de Fontaine a lancé Yelena Belova aux trousses de Clint Barton, en lui indiquant faussement qu'il était le responsable de la mort de Natasha Romanoff. Belova fait son entrée dans l'action au cours du quatrième épisode de la série. Elle le pourchasse pour l'assassiner, mais finalement, dans le dernier épisode, après qu'ils se sont battus, Clint parvient à la convaincre de la vérité, le sacrifice de Natasha sur la planète Volmir pour « sauver le monde », et ils repartent quittes.
- 2025 : Thunderbolts* réalisé par Jake Schreier

Yelena travaille sous les ordres de Valentina de Fontaine. Elle n'effectue que des missions non officielles. La comtesse lui fait miroiter un avenir mais tente de se débarrasser d'elle et d'autres agents gênants, dont Fantôme, U.S. Agent et un cobaye du projet Sentry, Bob. Ils vont finir par s'allier pour affronter la comtesse. Avec l'aide de son père adoptif Alexei Shostakov et Bucky Barnes, ils forment les Thunderbolts, dont le nom est un hommage à l'ancienne équipe de football d'enfance de Yelena.
- 2026 : Avengers: Doomsday réalisé par Anthony et Joe Russo

#### Dottie Underwood

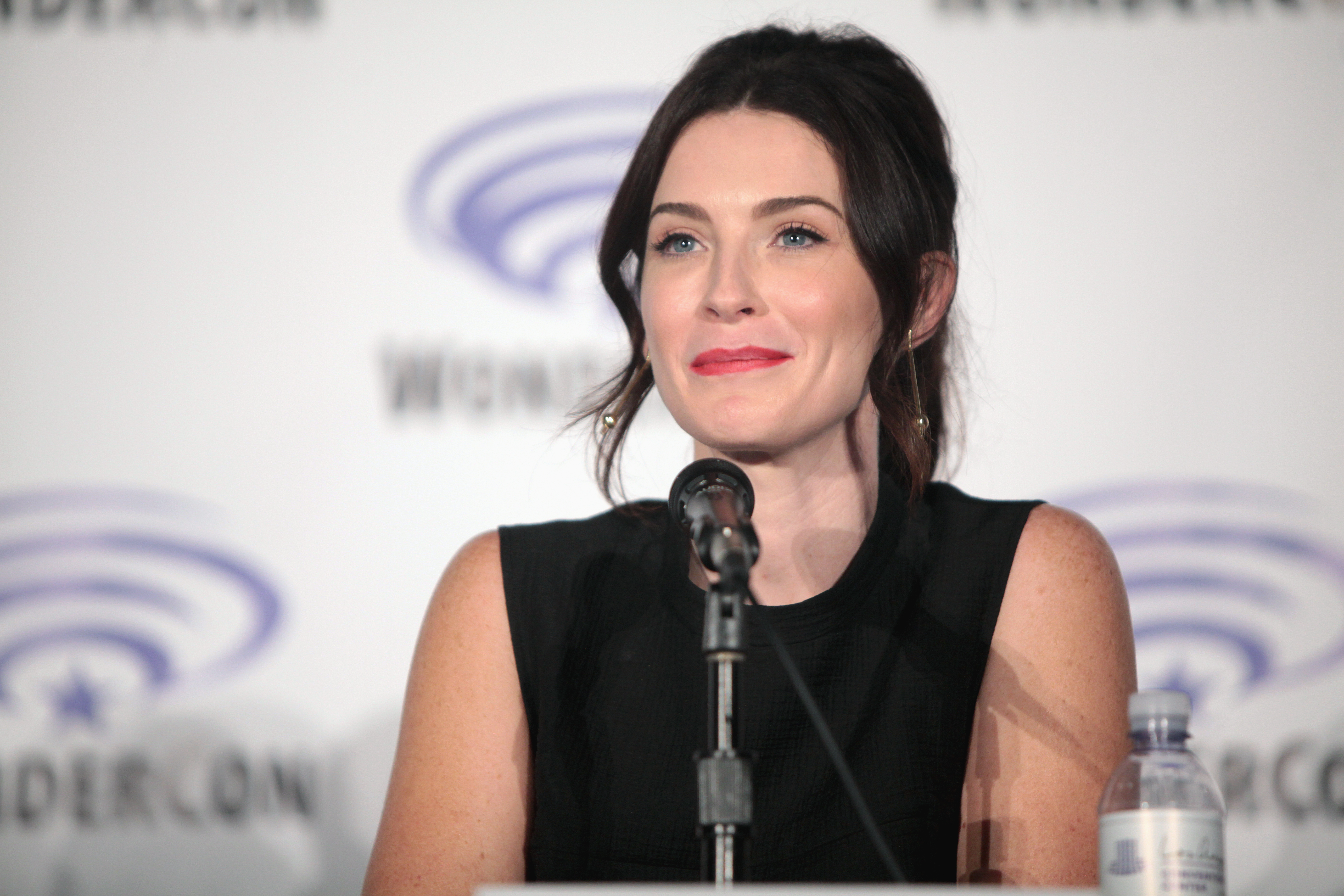
Bridget Regan

- 2015-2016 : Agent Carter (série télévisée) de Christopher Markus et Stephen McFeely

Dottie est un agent dormant russe du Léviathan (en) dont la mission est de surveiller Peggy Carter. Dottie est issue d'un programme qui devient plus tard le Black Widow Program et qui forme Natasha et Yelena, elle est donc l'une des premières Veuve noire.

### Films d'animation
- 1966 : The Marvel Super Heroes
- 2006 : Ultimate Avengers
- 2006 : Ultimate Avengers 2
- 2008 : Next Avengers: Heroes of Tomorrow
- 2014 : Avengers Confidential: Black Widow & Punisher

### Télévision
- depuis 2013 : Avengers Rassemblement (série d'animation)
- 2014 : Ultimate Spider-Man (série d'animation)
- 2014 : Marvel Disk Wars: The Avengers (série d'animation japonaise)
- 2021: What If...?

### Jeux vidéo
- 2005 : The Punisher
- 2013 : Lego Marvel Super Heroes
- 2015 : Marvel : Tournoi des champions
- 2015 : Lego Marvel's Avengers
- 2016 : Marvel Heroes
- 2017 : Marvel vs. Capcom: Infinite
- 2017 : Lego Marvel Super Heroes 2
- 2019 : Fortnite (personnage jouable)
- 2020 : Marvel's Avengers